# اکتیل سیانواکریلات
اکتیل سیانواکریلات (به انگلیسی: Octyl cyanoacrylate) یک ترکیب شیمیایی با شناسه پاب‌کم ۲۳۱۶۷ است. شکل ظاهری این ترکیب، مایع بی‌رنگ است.